# Paecilaema henrikseni
Paecilaema henrikseni is een hooiwagen uit de familie Cosmetidae.